# Fausia von Ägypten

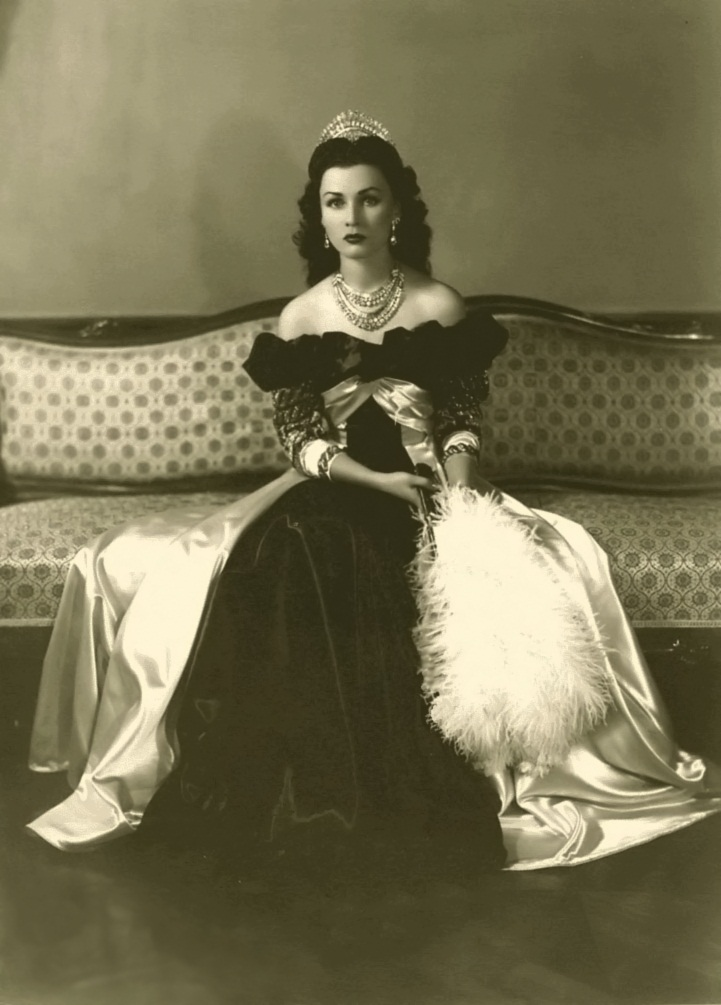
Fausia bint Fu'ād als Königin Irans

Fausia bint Fu'ād I. von Ägypten (arabisch فوزية بنت فؤاد الأول, DMG Fawziyya bt. Fuʾād al-awwal, persisch فوزیه فؤاد; * 5. November 1921 in Alexandria, Ägypten; † 2. Juli 2013 ebenda) war als Ehefrau des Schahs Mohammad Reza Pahlavi Königin von Iran.

## Leben

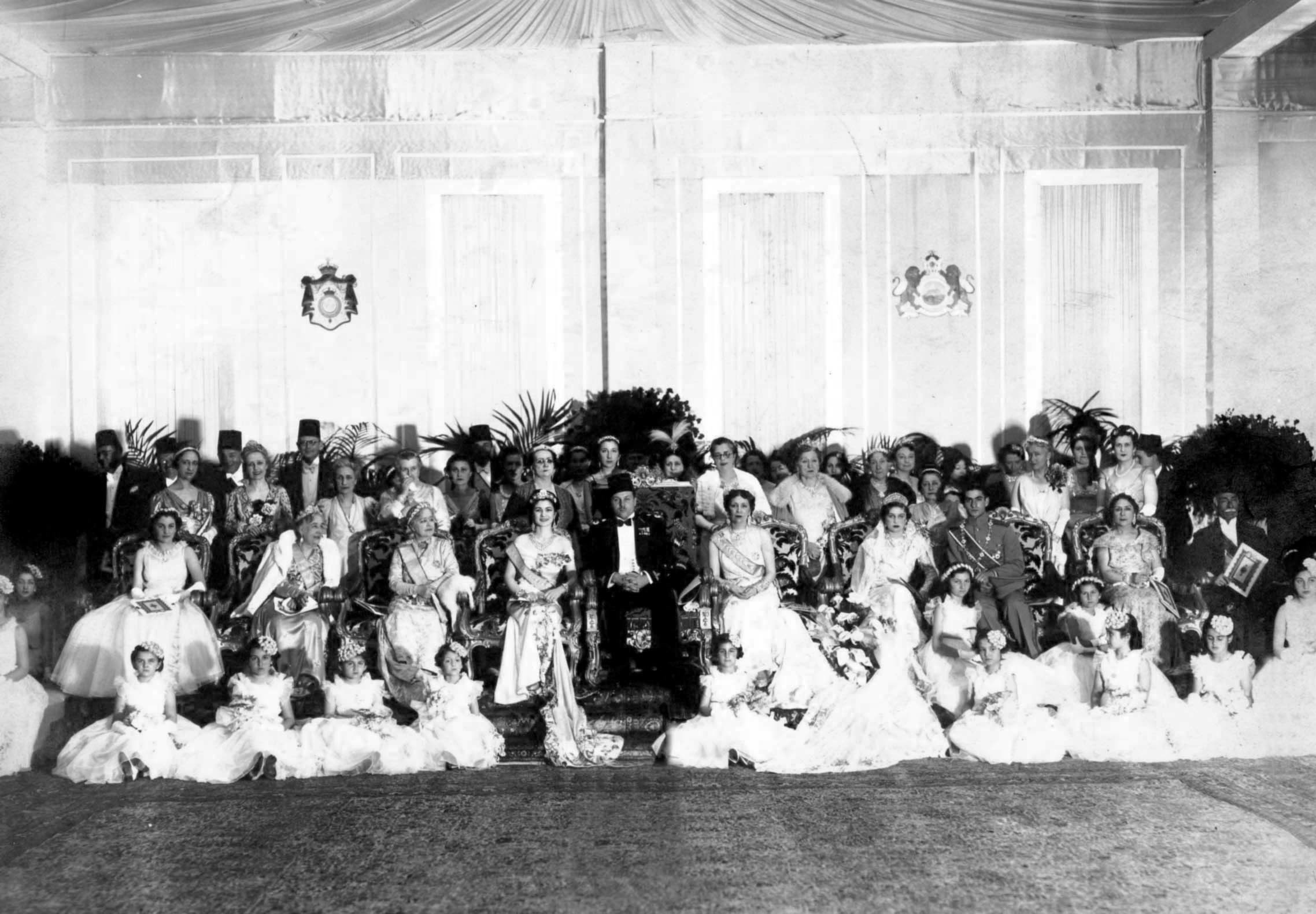
Hochzeit in Kairo (1939)

Fausia (auch Fawzieh) war eine Tochter von König Fu'ād I. und Königin Nazli Sabri (1894–1978); sie wurde im Raʾs-at-Tīn-Palast in Alexandria geboren. Ihr Bruder war der spätere ägyptische König Faruq.
Der iranische König Reza Schah suchte Fausia unter mehreren Kandidatinnen für seinen Sohn als zukünftige Ehefrau aus. Auf seinem Staatsbesuch in der Türkei hatte Reza Schah diese Frage mit Mustafa Kemal Atatürk besprochen, der wie Reza Schah der Meinung war, dass diese Heirat im Interesse Irans, Ägyptens und aller Länder der Region wäre. Am 16. März 1939 heiratete Fausia im Alter von 17 Jahren den drei Jahre älteren iranischen Kronprinzen Mohammad Reza Pahlavi in Kairo. Zu diesem Zeitpunkt galt sie als die schönste Frau Ägyptens. Nach ihrer Ankunft in Iran wurde die Hochzeitszeremonie in Teheran nach schiitischem Ritus wiederholt. Die Staatsangehörigkeit von Fausia stellte allerdings ein konstitutionelles Problem dar. Nach der iranischen Verfassung musste der Schah Irans von iranischen Eltern abstammen. Dies bedeutete, dass Fausia die iranische Staatsangehörigkeit zuerkannt werden musste, wenn ihr späterer Sohn Schah von Iran werden sollte. Am 29. November 1939 verabschiedete das iranische Parlament ein Gesetz, mit dem Fausia zur „iranischen Frau mit iranischer Abstammung“ erklärt wurde.
Nach der von den Briten erzwungenen Abdikation seines Vaters Reza Schah wurde Mohammad Reza am 17. September 1941 als König und damit zweiter Schah der Pahlavi-Dynastie im Parlament (Madschlis) vereidigt. Als Ehefrau von Mohammad Reza Schah wurde Fausia damit Königin.
Fausia erschien am 21. September 1942 auf der Titelseite des Life-Magazins, fotografiert von Cecil Beaton, der sie als „asiatische Venus“ mit einem „perfekten herzförmigen und seltsam bleichen Gesicht mit durchdringenden blauen Augen“ beschrieb.
Der von den Vätern arrangierten Ehe war kein Glück beschieden; vor allem wurde kein männlicher Thronfolger geboren. Im Juni 1945 verließ Fausia den Schah und kehrte nach Ägypten zurück. Offiziell wurde ihre Ehe am 19. November 1948 geschieden. Aus der Ehe stammt die Tochter Shahnaz (* 27. Oktober 1940).
Am 28. März 1949 heiratete Fausia den ägyptischen Minister Ismail Husain Schirin (1919–1994). Sie trug ab diesem Zeitpunkt den Namen Fawzia Shirin und lebte mit ihrem Mann in der Nähe von Kairo. Mit ihm hatte sie zwei weitere Kinder, Nadia (* 1950) und Muhammed (* 1955). Nach dem Sturz von König Faruq I. am 23. Juli 1952 und der Ausrufung der Republik Ägypten verlor sie ihren königlichen Titel „Prinzessin“. Ihr Neffe, der ehemalige König Fu'ād II., lebt derzeit in der Schweiz.
Eine Nachricht über den vermeintlichen Krebstod von Fausia im Januar 2005 war falsch. Sie wurde von Journalisten offensichtlich mit ihrer Nichte Prinzessin Fazia (Fevziye) (1940–2005) verwechselt, einer der drei Töchter von König Faruq. Fausia starb erst im Juli 2013 im Alter von mehr als 91 Jahren in Ägypten.

## Galerie

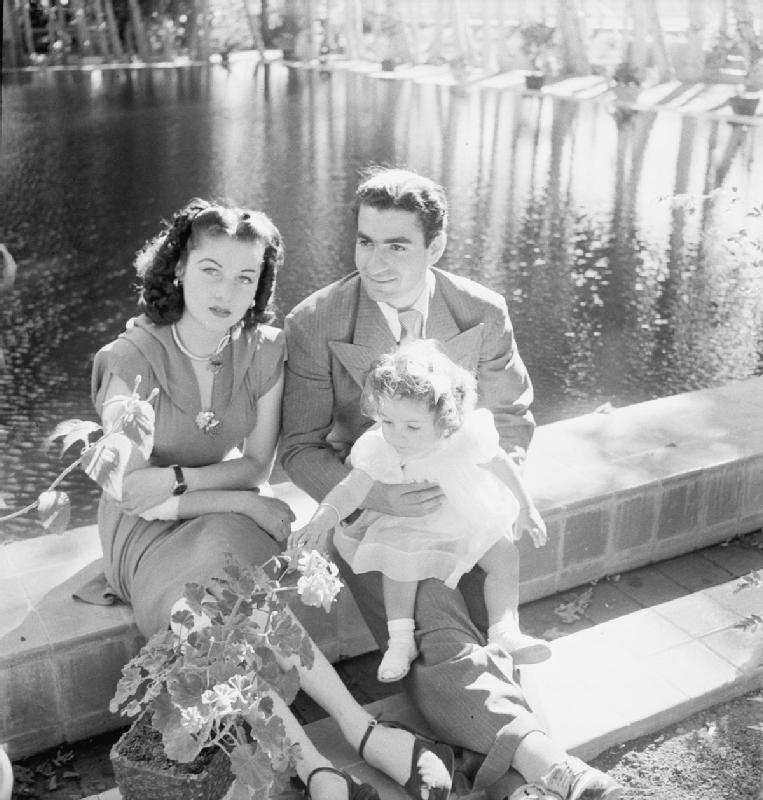
Fausia, Mohammad Reza Schah Pahlavi mit Tochter Shahnaz (1941)
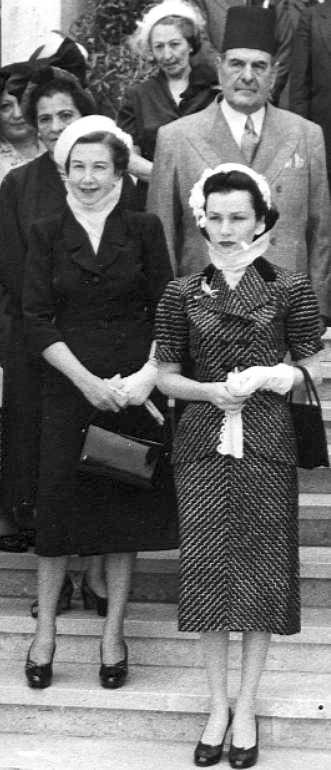
Fausia in Ägypten nach ihrer Rückkehr aus Iran (1948)
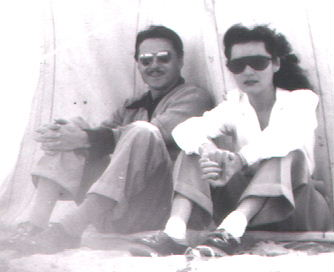
Fausia mit ihrem zweiten Ehemann Ismail Schirin (1949)